# Otynewytschi
Otynewytschi (ukrainisch Отиневичі; russisch Отыневичи Otynewitschi, polnisch Ottyniowice) ist ein Dorf in der westukrainischen Oblast Lwiw mit etwa 600 Einwohnern (2016).
Am 27. März 2016 wurde der Ort Teil der neugegründeten Stadtgemeinde Chodoriw (Ходорівська міська громада Chodoriwska miska hromada) bis dahin bildete das Dorf zusammen mit den Dörfern Horodyschtschenske (Городищенське) und Duliby (Дуліби) die gleichnamigen Landratsgemeinde.
Otynewytschi lag bis 2020 im Rajon Schydatschiw und seither im Rajon Stryj am Ufer des Luh (ukrainisch Луг), einem 25 km langen Nebenfluss des Dnister, der an der Ortschaft zu einem See angestaut ist. Die Stadt Chodoriw liegt 5 km südlich von Otynewytschi und das ehemalige Rajonzentrum Schydatschiw ist über die Territorialstraße T–14–20 nach etwa 20 km in südwestliche Richtung zu erreichen.

## Persönlichkeiten
Der polnische Maler und Zeichner Artur Grottger (1837–1867) kam in Ottyniowice zur Welt.